# Affaire Bull
L'affaire Bull s'est produite au début des années 1960, lorsque le deuxième constructeur mondial d'informatique s'est effondré en Bourse, ce qui a entraîné 700 licenciements et permis son rachat en 1963 par des actionnaires industriels français puis par le groupe américain General Electric, qui l'a ensuite revendu en 1969 à son compatriote Honeywell.

## Histoire

### La croissance internationale de Bull
Depuis 1948, l'année qui le voit pour la première fois dépasser IBM sur le marché français, Bull est coté en Bourse, afin d'assurer le début de son expansion internationale, qui est en grande partie motivée par des raisons financières, car dans les pays étrangers Bull n'a pas à louer ses produits aux clients comme en France et donc pas à financer leur propriété: la location est assurée par des filiales qui doivent acheter comptant les machines à la maison-mère et de ce fait Bull fait son maximum pour accroître le ratio vente/location dans son chiffre d'affaires, quitte à créer ou partager des filiales étrangères non rentable. Ainsi, au cours de la quinzaine d'années qui suit, l'exportation a assuré 42 % de ses ventes en moyenne, en partie grâce au soutien du ministère de l'Industrie, via des mesures contre la concurrence américaine et le Fonds de stabilisation, à la demande du directeur général, Georges Vieillard, président de la Chambre syndicale des fabricants de machines de bureau de 1936 à 1956. Bull fabriquait pourtant presque tout son matériel en France alors que les filiales d'IBM hors des États-Unis, pas forcément plus nombreuses mais en moyenne plus grosses, comportent souvent une usine. En 1964, le constructeur français  détenait dix usines, dont neuf en France, et sept qui fermeront en 1965-1966, mais employait aussi 4000 salariés à l'étranger, le quart de son effectif total, via un réseau commercial implanté dans 42 pays. Ainsi, en octobre 1962, Mitsubishi Shoji Kaisha acquiert un Gamma 60, puis des Gamma 10, avec l'exclusivité de la vente du matériel Bull au Japon et des ingénieurs et techniciens à disposition dans l'archipel.
L'évolution technologique, plus gourmande en composants pointus, qui génère le boom de l'électronique de 1961, accentue cette contrainte financière: en 1960, mettre en location un gros ordinateur Gamma 60 immobilise environ 2,5 millions de francs, ce qui impose à nouveau la location comme la seule formule commerciale acceptable par la plupart des clients. En 1963, Bull est déjà à court d'argent frais et s'associe à Paribas pour créer "Locabull", société de leasing permettant, en France aussi cette fois, de réduire le "fardeau financier de la location".
Dès 1963 aussi, l'échec du gros ordinateur Gamma 60 se fait sentir partout: les filiales étrangères sont globalement en perte de 18 millions, près d'un dixième de leurs ventes et leur repli est spectaculaire: entre 1959 et 1963, Bull passe de 40 % du marché européen à 10%, et d'un tiers du marché français à. En 1960, les filiales belge, néerlandaise, italienne, suisse, brésilienne versaient encore des dividendes, mais les anglaise, américaine et japonaise étaient "lourdement déficitaires". L'allemande sera la plus critiquée, en raison de 9 millions de francs de pertes en 1963, un quart de son chiffre d'affaires, et un important associé local, Wanderer Werke AG, adepte de la stratégie "plus immédiatement profitable": peu d'embauches de personnel qualifié, vendre plutôt que louer, et de préférence des ordinateurs requérant peu de maintenance et de pièces détachées. Bull doit assumer la désaffection prévisible de sa clientèle et la stabiliser en montant à trois-quart du capital de sa filiale et 30 % de Wanderer Werke AG.

### Le lancement d'un nouvel ordinateur
En 1957, Bull annonce le lancement d'un nouvel ordinateur de gestion haut de gamme, censé inclure des fonctions de calcul avancé : le Gamma 60. Faute d'investissements suffisants dans le logiciel de système d'exploitation, la machine n'est prête qu'en 1961. Entre-temps, il faut adapter le logiciel aux besoins du client et lui  envoyer des ingénieurs pour l'aider à programmer sa machine.
Annoncé trop tôt, sur fond d'engouement pour l'électronique déclenché par l'invention du circuit intégré, ce qui a alerté la concurrence, l'ordinateur Gamma 60 est écrasé par l'IBM 1401, y compris chez les « chasses gardées » de Bull dans la banque ou l'administration française. Bull n'en vendra que 17 et doit, dans la précipitation, demander une licence au fabricant américain RCA, dont les produits sont aussi utilisés par l'allemand Siemens, pour vendre un "Gamma 30". RCA sera quelques années plus tard obligé d'abandonner l'informatique, pénalisé par la décision d'IBM d'infléchir sa politique de compatibilité de l'IBM 360 tout en cassant les prix.

### L'action Bull divisée par neuf à la Bourse de Paris
A la Bourse de Paris, l'action Bull est divisée par neuf à mesure que la société fait tardivemlent appel à des augmentations successives de capital, à hauteur d'environ dix millions de francs en sept ans, couplées à des émissions d'actions en Bourse d'environ cent millions de francs, mais le total, soit 110 millions de francs, reste cinq fois moins élevé que que les nouveaux emprunts, qui entraînent un lourd endettement de la compagnie, plus de 500 millions de francs, pour faire face à un "système de location des machines", imposé par le concurrent IBM, qui faisait que "80% du parc français de machines de gestion était loué".

Évolution des effectifs, ventes, et pertes de Bull entre 1960 et 1968:
| Année | Salariés | Chiffre d'affaires | Bénéfice ou perte  | en % des ventes  |
| ----- | -------- | ------------------ | ------------------ | ---------------- |
| 1960  | 13 464   | 202 millions       | 7 millions         | 3,5% des ventes  |
| 1961  | 16 445   | 287 millions       | 8 millions         | 2,6% des ventes  |
| 1962  | 16 343   | 345 millions       | 2 millions         | 0,6% des ventes  |
| 1963  | 16 983   | 461 millions       | moins 128 millions | 28% des ventes   |
| 1964  | 15 665   | 458 millions       | moins 37 millions  | 8% des ventes    |
| 1965  | 14 423   | 502 millions       | moins 248 millions | 49,4% des ventes |
| 1966  | 15 097   | 558 millions       | moins 114 millions | 20,4% des ventes |
| 1967  | 12 476   | 582 millions       | moins 85 millions  | 14,6% des ventes |
| 1968  | 12 545   | 791 millions       | moins 65 millions  | 8,2% des ventes  |

L'action Bull, cotée à la Bourse de Paris, avait atteint 1 380 francs en 1960, mais elle ne vaut plus que dix fois moins, 150 francs trois ans après. La chute a été aggravée par le krach du 28 mai 1962, succédant à la "Tronics mania". C'est l'« affaire Bull » : en 1962, le bénéfice de Bull est tombé à 1 % de son chiffre d'affaires et l'endettement obligataire a été multiplié par six.
L'année 1963 voit ensuite les pertes de Bull se creuser à 128 millions de francs, soit 28% du total des ventes. Elles se réduisent un peu en 1964, à 37 millions de francs, soit 8% des ventes, mais vont se creuser encore plus en 1965, à 248 millions de francs, à 49,4% des ventes, un an après la reprise par General Electric.

### Le déjeuner d'août 1963 avec les patrons de CGE et CSF
Dès le 7 août 1963, Maurice Callies, le PDG de Bull est convié à un déjeuner avec ceux de la CGE et de CSF, Ambroise Roux et Maurice Ponte. C'est le ministre de la recherche Gaston Palewski qui a été chargé de piloter ce rapprochement, afin de trouver une solution aux problèmes financiers de Bull, en créant une filiale commune à Bull, la CSF et la CGE, permettant aux deux dernières de renflouer la première.
Mais le déjeuner échoue car l'entente n'y est "pas des plus cordiales", selon le témoignage de Lucien Malavard, un "conseiller technique" invité aussi, cité comme un "conseiller technique du ministre" dans le livre publié 12 ans après par Jublin et Quatrepoint, à qui il a raconté l'anecdote, car Ambroise Roux (CGE), "guette sa proie" . Ce dernier est alors à la direction de la CGE, dont il ne deviendra directeur général qu'en 1966 puis président le 17 juin 1970 suite au décès de Jean-Marie Louvel. 
Un mois plus tard après le déjeuner d'août 1963, Ambroise Roux déclare même à Maurice Callies, le PDG de Bull, qu'il "attend le dépôt de bilan" de Bull pour l'acquérir. L'offre de la CGE sera en effet présentée plusieurs mois plus tard à un prix jugé exceptionnellement bas.
Pour alléger son fardeau financier, qui avait commencé avec la location de matériel lors de son expansion de la fin des années 1950, Bull a attendu 1963 pour constituer une société baptisée "Locabull", avec diverses banques.

### Les veto du ministère des finances à plusieurs solutions
Une association avec la constructeur anglais ICT, "dans la même situation et aux prises avec les mêmes problèmes", est envisagée mais rejetée par le gouvernement.
A l'automne 1963, "plusieurs banques européennes sont prêtes à souscrire un emprunt de cent millions de francs" , mais le ministre des Finances Valéry Giscard d'Estaing "refuse d'autoriser cet emprunt". 
Bull se tourne alors vers le Crédit national, banque publique pour un prêt de 45 millions de francs, mais VGE repoussa aussi "de mois en mois la décision d'octroi de ce prêt". Le gouvernement semble alors "surtout préoccupé" de trouver des partenaires français. Paribas, alliée discrète de la CGE et CSF, obtient au même moment la signature d'un "protocole" pour renforcer ses liens avec Bull car elle n'a encore qu'un strapontin au conseil d'administration et en obtient un second en octobre 1963, au moment où Bull prend des contacts avec General Electric, qui emploie déjà 4000 personnes dans l'informatique , prolongeant ceux de juillet 1962.
Les 23 et 27 décembre 1963, il informe de l'avancée des discussions franco-américaines Jean Reyre, patron de Paribas puis VGE, mais ce dernier va ensuite repousser aussi les propositions de prise de participation de GZ, d'abord assez modestes, limitées à 20% du capital de Bull.

### Décembre 1963, General Electric offre 200 francs l'action pour 20% du capital
En octobre 1963, une augmentation de capital indispensable ne peut finalement être organisée. La banque Paribas, en position de force, place deux de ses hommes à la direction de Bull, Roger Schultz, dirigeant de Paribas, et Jean Bigard, dirigeant de la CSF, dont Paribas est le premier actionnaire. Le premier a pour mission de réaliser un "audit sanglant" au cours de l'hiver, ce qui lui permet de remplacer le président Joseph Callies au printemps 1964.
Par une lettre du 18 décembre 1963, General Electric renouvelle officiellement son intérêt. Le PDG John Lockton, "vient à Paris porteur d'une offre ferme  de prise de participation de 20 % accompagnée d'une promesse d'assistance technique et financière". La reproduction de ces documents sera faite à l'été 1969 dans le livre "L'affaire  Bull" de Georges Vieillard.
Le 27 décembre 1963, Joseph Callies, toujours PDG de Bull, rencontre le ministre des Finances Valéry Giscard d'Estaing. Il veut le feu vert à cette recapitalisation par General Electric et "la défend avec beaucoup de force". Par deux fois, les 2 et 25 janvier 1964, il écrit à Georges Pompidou, alors premier ministre et réclame une réponse, qui ne vient que le 4 février, signée de VGE, "brève et  négative", un "sèche fin de non-recevoir" sans "aucune suggestion pour  amender les propositions de GE". Chez les anciens salariés de Bull, on a "longtemps considéré cette  réponse  comme un  coup de poignard giscardien, qui  venait s'ajouter aux refus d'autoriser les emprunts demandés en 1963", faisant courir la rumeur "d'une  espèce de vendetta auvergnate entre les familles Giscard  d'Estaing et Callies-Michelin", racontera en 1993 Jean-Pierre Brulé, leur ex-PDG des années 1970, dans un livre évitant soigneusement de décrire les liens entre VGE et la CGE.

### Février 1963, CGE-CSF et Paribas offrent 50 francs l'action pour 2/3 de la direction
Le 4 février 1964, "l'Etat prend enfin une décision, il casse les fiançailles entre Bullet GE". Il propose alors une solution très différente: un trio d'actionnaires français (CGE, CSF et Caisse des dépôts), à qui il propose deux tiers des sièges au conseil d'administration. Les patrons de deux d'entre eux avaient déjà déjeuné avec celui de Bull sept mois plus tôt
Fort de l'élimination de l'offre américaine, ces actionnaires français font évaluer l'action à 50 francs, alors que General Electric en avait proposé 200 francs peu avant. Le 15 février 1964, Joseph Callies est convoqué au ministère des finances et contraint à signer un protocole d'accord qu'il découvre, en échange de la promesse de 210 millions de francs d'aide de l'État aux études. Il ne s'agit pas pour le gouvernement d'aider Bull à traverser une mauvaise passe" mais de la "mise sous tutelle du constructeur français par des groupes mieux aimés de l'Etat". Dans la foulée, Joseph Callies devra démissionner de la tête de Bull, remplacé en avril par l'homme de Paribas, Roger Schulz.
Le groupe des nouveaux actionnaires n'apporte cependant que  35 millions de francs en capital, dont "15 millions sont fournis par le secteur public  (Caisse des dépôts)". Les 20 millions apportés par Paribas et les deux industriels représentent ainsi dix fois moins que les 210 millions de francs d'aide de l'État. Le trio peut prendre  "tranquillement le pouvoir chez Bull pour un débours  extraordinairement faible", alors que "les positions de CSF et CGE en informatique sont  modestes, très modestes - et constituées pour l'essentiel de licences américaines sans grand lustre et sans  véritable rapport avec l'informatique de gestion", celle  où opère Bull. Le contribuable garantit ainsi "près de vingt fois  plus de crédits que n'en apporte la Banque de Paribas".
Ce "soutien généreux" de l'Etat est confirmé par deux lettres successives, les 11 et 12 mars 1964, de Valéry Giscard d'Estaing puis Georges Pompidou, le second s'engageant même à "pallier les conséquences des fermetures d'usines et des  licenciements prévus". Un conseil d'administration de Bull est réuni quelques jours après, le 17 février.

### Décembre 1963, General Electric offre 75 francs l'action pour 50% du capital
Georges Vieillard, un dirigeant de Bull à la retraite est sollicité par "une partie des actionnaires" qui sont "foncièrement hostiles" et inquiets de la solution CGE-CSF-Paribas proposée par le gouvernement, car sous capitalisée et au très faible contenu industriel. Il a été relancer General Electric à New York, qui fait entre-temps peut valoir qu'il a depuis des possibilités d'investir plutôt dans l'allemand Telefunken.
Les dirigeants de GE débarquent à Paris le 6 avril, une semaine avant l'assemblée générale prévue le 14 avril  et vont dans plusieurs ministères, notamment celui de l'industrie. Le lendemain, ils rencontrent le directeur de cabinet de VGE, qui finalement accepte de changer d'avis et d'accepter l'offre américaine, qui a cependant radicalement changé entre-temps et finalement obtiendra la moitié du capital de Bull et ainsi le contrôle de la société, pour seulement 75 euros l'action, un prix trois fois plus bas que celui qu'il proposait 4 mois plus tôt. Celui proposé en février par CGE-CSF et Paribas, 50 francs, était lui huit fois plus bas que celui proposé en décembre par General Electric: les actionnaires ont sauvé l'honneur et obtenu 50% de plus qu'avec CGE-CSF et Paribas, mais ceux-ci les ont en fait "bel et bien ruinés".
Les 2 000 actionnaires, dont 600 employés de Paribas, découvrent cette formule finale lors de leur assemblée générale au théâtre des Champs-Élysées le 14 avril 1964. En dernière minute, apparait une "petite clause" laissant entendre que le gouvernement "acceptait bel et bien l'entrée des Américains" dans Bull, s'attirant les railleries de la presse d'opposition tandis que les syndicats s'inquiètent de fortes compressions de personnel et demandent une nationalisation. Deux autres assemblées générales sont convoquées, les 12 mai et 12 novembre, avec de moins en moins d'actionnaires présents, le gouvernement tentant de reformuler l'opération comme sauvegardant un contrôle français mais GE refusant de revenir en arrière autrement que sur des montages de façade.
Entre-temps, on a appris que la filiale allemande de Bull affiche pour 1963 une perte de 9 millions de francs pour 43 millions de francs de chiffre d'affaires. Difficultés aussi en Angleterre, au Japon et aux États-Unis qui font que l'ensemble des filiales affichent cette année-là une perte de 18 millions de francs pour 185 millions de francs de chiffre d'affaires, même si le reste de l'Europe est rentable.
La société prend dès 1964 le nom de "Bull General Electric". General Electric garde le haut de gamme et confie à Bull la gamme moyenne. Le bas de gamme, hors informatique, revient à Olivetti. Bull aligne ensuite six années de pertes consécutives, ce qui le rend incapable d'investir dans les gros besoins de clients comme la Marine nationale ou EDF. En décembre 1964, le Washington Post révèle que le gouvernement américain a, dès le printemps 1963 et à la demande du Pentagone, écarté une demande française d'achat d'un ordinateur Control Data Corporation, pour être utilisé lors des expériences nucléaires. Le prix, voisin de 8 millions de dollars, posait le problème de la conformité aux clauses du traité de Moscou contre la dissémination des armes nucléaires dans le monde.
L'État est obligé de lancer fin 1966 le plan Calcul, en créant la Compagnie internationale pour l'informatique par la fusion de trois sociétés privées existantes et jugées, elles aussi, trop petites ou trop faibles pour faire face à ces investissements.

### Août 1970, General Electric cède son activité informatique (Bull inclus) à Honeywell
Bull a entre-temps continué à vivre sur son acquis dans l'informatique de gestion. En août 1970, General Electric cède son activité informatique (Bull inclus) à Honeywell. Mais IBM, qui a plus investi, détient au même moment 65,1 % du marché français de 3e génération.
Michel Barré, PDG de la Compagnie internationale pour l’informatique, propose d'acheter l'ensemble Bull-GE à la place d'Honeywell. De son côté, le ministre des finances propose à Honeywell de racheter non seulement Bull mais aussi la CII, ce que l'Américain décline.

## Suites

### Analyses de 1965 et 1966
Georges Vieillard, "principal négociateur" lors de l'affaire Bull, qui a longtemps dirigé la société, rédige à l'été 1965 un livre qui a donné son nom à l'affaire, et qui consiste surtout à répertorier et trier de nombreux documents d'époque. Il ne paraitra qu'en septembre 1969, quelques semaines après le retour au gouvernement de Valéry Giscard d'Estaing, que le livre critique sobrement par des documents, au moment où son ex-directeur de cabinet prend à nouveau parti pour la CGE, cette fois dans le cadre du plan calcul.
En 1966, Henri Stern publie avec le "Bureau de recherches et d'action économique" une étude "réalisée avec la collaboration de la section syndicale CFDT de la compagnie des machines Bull",.

### Pamphlet de 1969
En septembre 1969, Michel Poniatowski, bras droit de VGE au cabinet duquel il travaillait en 1964 lors de l'affaire Bull, affirme qu'il avait alors proposé de nationaliser Bull, , dans le numéro du 21 septembre 1969 de  L'Economie, hebdomadaire du parti giscardien, les Républicains indépendants, formule "une longue analyse critique de la CII" et l'accuse de monopoliser les commandes publiques en laissant entendre que l'administration n'a même pas le droit de "s'équiper en partie en matériel étranger". Peu avant, un article du Monde, sans citer d'autres sources, évoquait "un certain nombre de critiques" sur "certains des procédés qui ont été utilisés pour placer les matériels" CII "auprès de certains clients, notamment ceux de l'administration" mais donnant la réponse de Maurice Allègre qui démentait catégoriquement, en soulignant que "l'emploi de telles pratiques ne peut être que condamnable". Plus tard, une enquête de journalistes montrera les responsables informatiques des grandes entreprises publiques ont continué à acheter majoritairement du matériel IBM, les contraintes ne venant que dans la seconde partie des années 1970.
Un compte-rendu de cet article dans Le Monde  observe qu'il ne cite aucune des "diverses raisons" n'ayant pas permis de donner satisfaction aux syndicats CGT et CFDT de Bull réclamant en 1964 de nationaliser et rappelle  "le livre circonstancié" et détaillé que vient de publier  Georges Vieillard, "principal négociateur" lors de l'affaire Bull,, qui ne mentionne nulle part état cette proposition de VGE et raconte au contraire comment Michel Poniatowski l'avait convoqué le 2 avril pour annoncer que Bull serait finalement cédé à General Electric, les cadres et actionnaires s'opposant à une reprise par la CGE.
L'ancien directeur de cabinet de VGE propose dans cette publication de 1969 un plan calcul recentré sur la formation, les logiciels et surtout les périphériques informatiques,, secteur qui a été réservé à la Sperac, société qui vient tout juste de "commencer à produire certains matériels, notamment des mémoires à disques et des dispositifs de visualisation alpha numérique", deux ans et demi après sa création.
On apprend le mois suivant les résultats des négociations en cours depuis plusieurs mois, découlant du "Yalta de l'électronique" de l'été 1969 entre Thomson-CSF et CGE: la seconde, qui a renoncé à contrôler la CII, rachète les 50% du capital de la Sperac détenus par la CSF et prévoit une part encore plus importante en lui apportant la société Cortes, ex-Société de transmission des données (STS). Six mois plus tard, la CGE se plaint d'avoir payé trop cher la Sperac et obtient qu'elle soit rachetée par la CII, ses disques et imprimantes ayant montré "leur manque de fiabilité ou leur inadaptation aux besoins de la CII".

### Pamphlet de 1993
Un autre pamphlet est publié en 1993, cette fois par Jean-Pierre Brulé, PDG de Honeywell-Bull à partir de 1970 et qui estime que les décisions prises par l'Etat en 1975 par VGE, dans le même dossier sont le reflet de regrets de VGE concernant la politique menée en 1963-1964 au moment de l'Affaire Bull. Dans les deux cas, le rôle du partenaire américain prête à contestation. Lors des décisions prises par Valéry Giscard d'Estaing après son élection au printemps 1974, Ambroise Roux, patron de la CGE, candidat à la reprise en 1964 comme en 1974 avait la seconde fois, en 1985, "trouvé dans Jean-Pierre Brulé un allié", qui avait brandi le risque d'une fusion totale entre la CII et ses alliés  . Mais à la suite de l'opération, Honeywell a pris un contrôle de fait, comme ce fut le cas pour GE dix ans plus tôt, même si l'habillage politique tente les deux fois de le dissimuler.

### Fin desannées 1970
Un logiciel développé chez General Electric par Charles Bachman, le GCOS, qui sera ensuite utilisé  à la fin des années 1970, près d'une quinzaine d'années plus tard, dans le Mini 6 de CII-Honeywell Bull.